# West Perrine, Florida
West Perrine är en ort (CDP) i Miami-Dade County, i delstaten Florida, USA. Enligt United States Census Bureau har orten en folkmängd på 9 460 invånare (2010) och en landarea på 4,5 km².